# Juncus leucochlamys
Juncus leucochlamys — вид трав'янистих рослин родини ситникові (Juncaceae), поширений у Північній Америці (Ґренландія, пн. Канада, Аляска), пн.-сх. Азії (Росія), пн.-зх. Ісландії та архіпелазі Шпіцберген.

## Таксономічні примітки
Думка про окремішність J. leucochlamys від J. castaneus підтверджується наприклад спостереженнями в Ісландії, де ці два таксони представлені на північному заході та сході відповідно. На основі матеріалів з материкової Європи й західного Сибіру можна стверджувати, що в J. leucochlamys листочки оцвітини довші, майже рівні й майже тої ж довжини, що має капсула; капсула довша і звужується і має чіткий дзьоб. У J. castaneus листочки оцвітини коротші, і внутрішні значно коротші й тупуваті, й значно коротші, ніж капсула; капсула значно коротше і різко звужується і з коротким дзьобом. Інші характеристики не такі діагностично придатні як ті, що названі вище. Зокрема, хоч J. leucochlamys може мати блідіші листочки оцвітини, але темні (як у J. castaneus) трапляються також досить часто.
Ці два таксона майже алопатричні (тобто, не перекриваються географічно). Отже, J. castaneus обмежується пн. Європою (вкл. сх. Ісландію) і пн.-зх. Сибіром на схід до Таймиру, а географічно великий таксон J. leucochlamys займає пн.-сх. Сибір на схід від Таймиру, російський Далекий Схід, Північну Америку, Гренландію, пн.-зх. Ісландію, архіпелаг Шпіцберген. Широка поліморфія спостерігається в матеріалах з пн.-сх. Азії та пн.-зх. Північної Америки, однак, це не означає, що є географічно відмінні раси.

## Опис
Це багаторічні зелені трав'янисті рослини. Можуть утворювати невеликі килими, за допомогою горизонтальних, повзучих, розгалужених кореневищ.

## Відтворення
Статеве розмноження насінням; дуже місцеве вегетативне розмноження кореневищами. Адаптований до вітрозапилення. Насіння розсіюється балістично в кращому випадку на кількох дециметрів і вітром (насіння дуже мале і легке) або птахами.

## Поширення
Поширений в основному в Північній Америці (Ґренландія, пн. Канада, Аляска). Поширення простягається через Тихий океан до пн.-сх. Азії (Росія) і через Північну Атлантику до пн.-зх. Ісландії та архіпелагу Шпіцберген.
Зростає в мілководних болотах.